# روبن بروبر
روبن بروبر (بالهولندية: Robin Pröpper)‏ هو لاعب كرة قدم هولندي في مركز الدفاع، ولد في 23 سبتمبر 1993 في آرنم في هولندا. لعب مع دي غرافشاب وهيراكليس ألميلو.

## وصلات خارجية
- روبن بروبر على موقع الاتحاد الأوربي (الإنجليزية)
- روبن بروبر على موقع قاعدة بيانات كرة القدم.إي يو (الإنجليزية)
- روبن بروبر على موقع Soccerway.com (الإنجليزية)
- روبن بروبر على موقع عالم كرة القدم.نت (الإنجليزية)